# Radis
Raphanus sativus
Espèce
Classification APG II (2003)

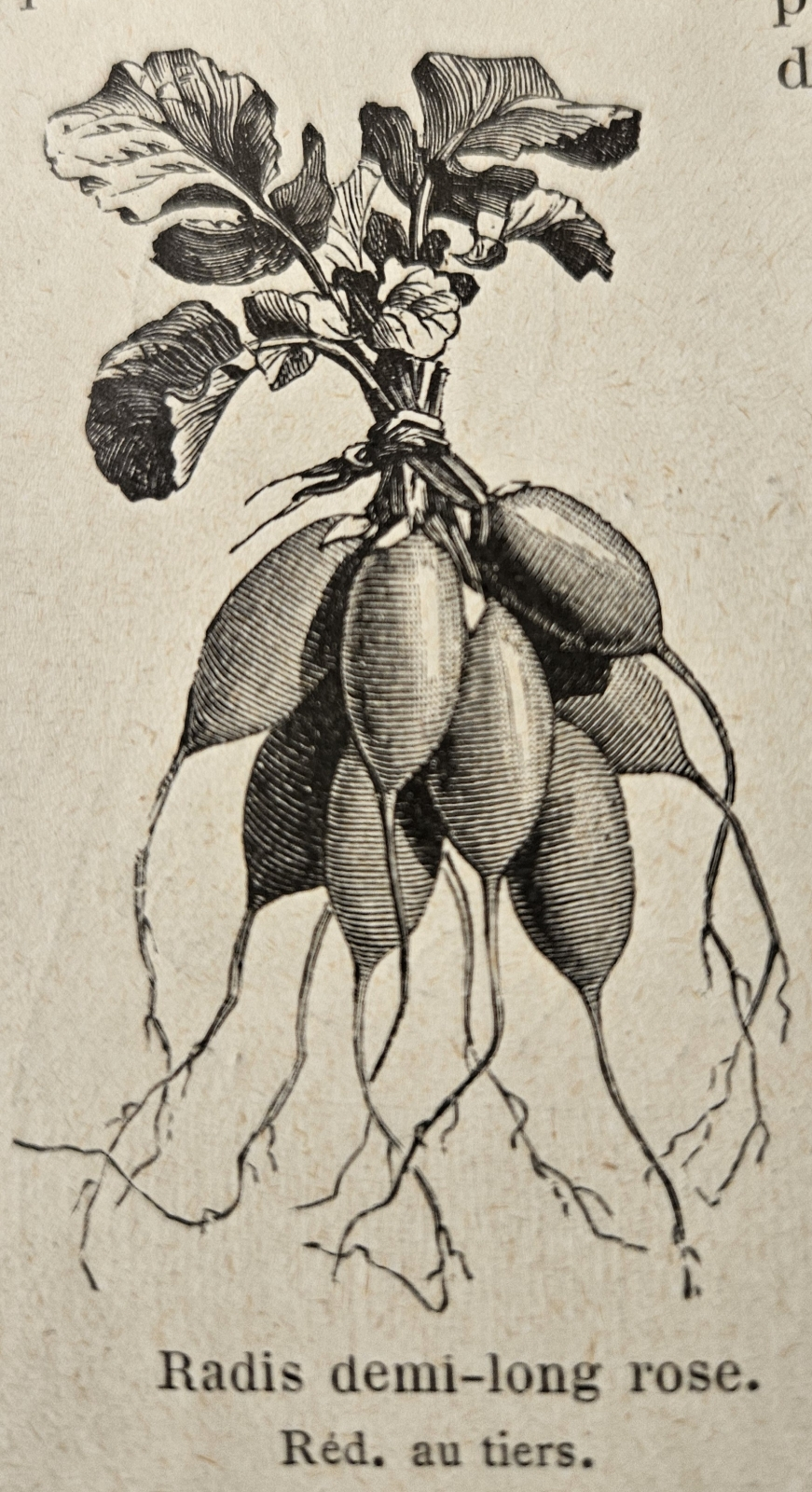
Illustration de radis demi-long roses Vilmorin 1925

Le radis cultivé, Raphanus sativus (du latin radix, radicis), « racine, raifort », est une espèce de plantes potagères, annuelle ou bisannuelle, de la famille des Brassicacées, principalement cultivée pour son hypocotyle charnu, souvent consommé cru, comme légume.
Toutes les parties de la plante sont comestibles, bien que sa racine pivot soit plus populaire. La peau et la chair du radis peuvent être de différentes couleurs, dont la plus courante est le rouge. Certaines variétés peuvent être bicolores, roses, violettes, vertes, blanches ou noires.

## Dénomination
Anciennement en français : petite rave, rave, ravonet (Vilmorin-Andrieux 1904) ou « ravanet, rabanet, rabe, rabeta, rabet, rafe, rafet » en provençal,

## Historique

### Phylogenèse
À mesure que la taille des échantillons de R. sativus séquencés croit, il est possible de reconstituer avec précision l'origine et les migrations des radis cultivés dont la diversité est considérable. La publication la plus complète (2020) porte sur 510 cultivars, elle montre qu'il existe 4 groupes génétiquement homogènes de radis cultivés : un groupe no 4 originaire de l'Ouest de l'Eurasie (Méditerranée - Mer Noire) qui aurait migré vers l'Asie du Sud et du Sud-Est, ou en partie plus à l'est formant un groupe 3 qui lui-même aurait engendré les groupes 1 et 2 : Chine et périphérie (Corée), et Japon. La domestication des radis cultivés s'est produite indépendamment dans chacune de ces 4 zones à quelques introgressions près .
Liens avec la taxonomie : Globalement, les petits radis méditerranéens et les radis noirs sont classés R. sativus var. sativus et var. niger  (cultigroupe 4), les radis à queue de rat d'Asie du Sud et du Sud-Est dans R. sativus var. caudatus (cultigroupe 3), les radis à grosse racine pivotante longue ou ronde (radis blancs, daïkon) d'Asie de l'Est et du Japon appartiennent à R. sativus var. acanthiformis ou var. longipinnatus (daïkon) et R. sinensis ou var. caudatus  (radis chinois, radis vert), regroupés en R. sativus var. hortensis chez ces auteurs (cultigroupes 1 et 2) ,.

### Histoire des petits radis occidentaux
Il est probable que durant la Préhistoire, la partie du radis à être consommée était prioritairement les feuilles plutôt que la racine.
Les premières  cultures de radis auraient eu lieu au Proche-Orient il y a plus de 5 000 ans. Les radis sont consommés dans l'Égypte ancienne; Hérodote a même affirmé que les ouvriers qui ont construit la pyramide de Khéops recevaient une ration quotidienne de radis, mais cela n'a pas été confirmé par l'archéologie.
Le radis était dédié à Apollon par les Grecs.[réf. nécessaire]
Il fait partie des plantes dont la culture est recommandée dans les domaines royaux par Charlemagne dans le capitulaire De Villis (fin du VIIIe ou début du IXe siècle).[réf. nécessaire]
Au Moyen Âge les variétés utilisées n’avaient probablement pas grand-chose à voir avec les variétés actuelles. En effet l'époque moderne a vu l'introduction de nouvelles variétés plus petites; le petit radis rouge, tout rond, n’a fait quant à lui son apparition qu’au XVIIIe siècle.

## Description

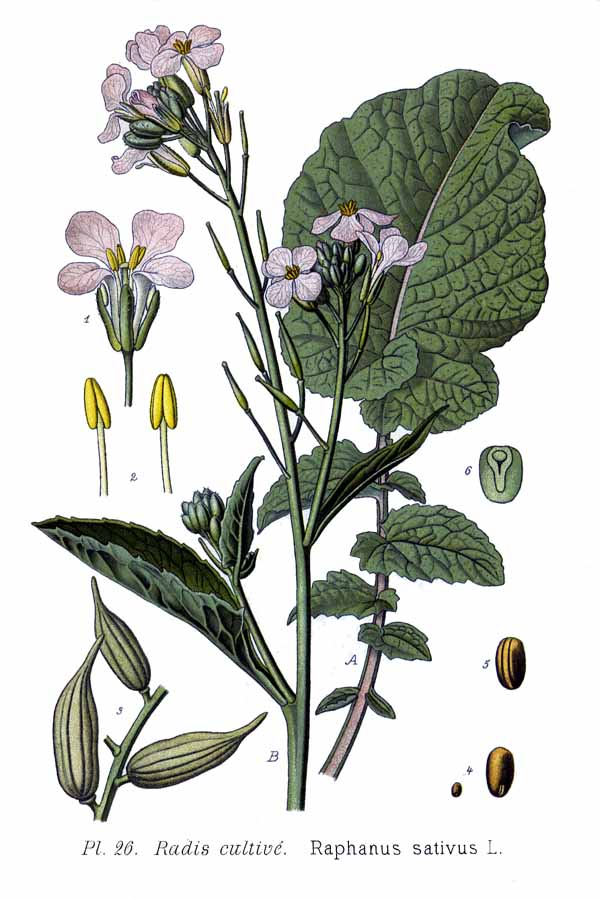
Planche botanique.

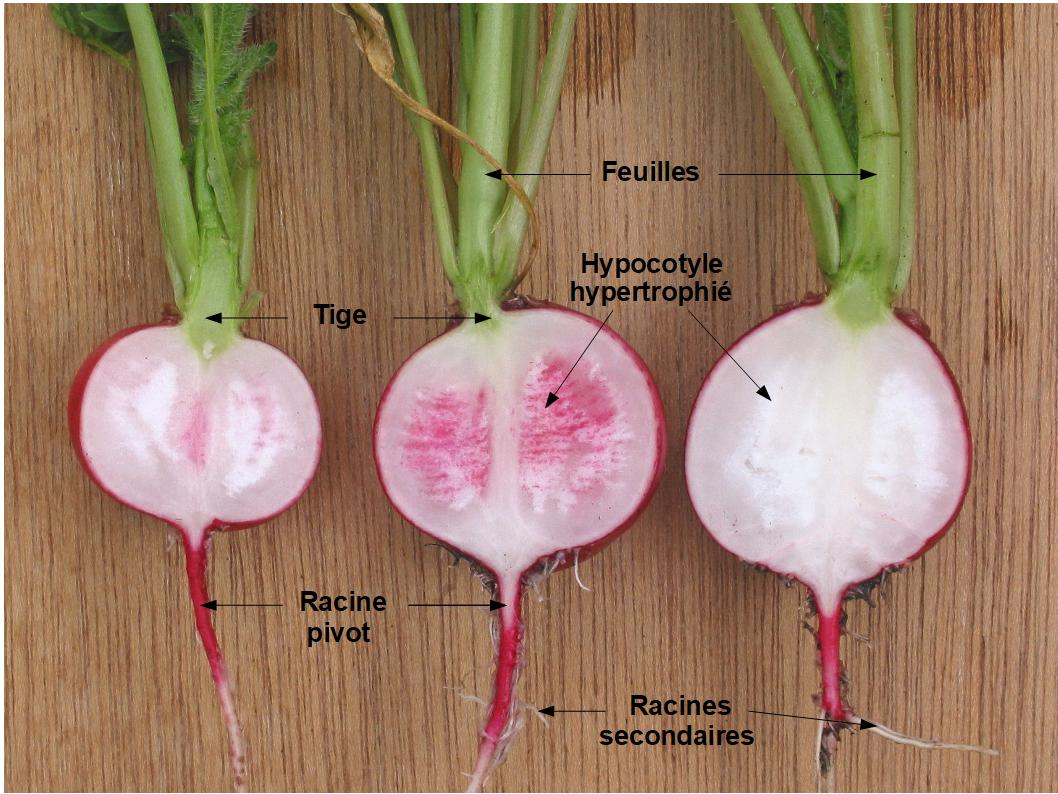
Morphologie d'une racine de radis.

Les radis sont considérés comme des plantes annuelles mais certains écotypes peuvent être bisannuels. Ils sont munis d'un hypocotyle tubérisé de forme variable (globulaire, effilé ou cylindrique, mais qui a tendance à régresser chez les espèces sauvages), qui se distingue d'après sa couleur variable (unicolore ou bicolore : du blanc au rose, rouge, violet, jaune et vert au noir) tandis que la chair est généralement blanche. Le tubercule de radis est prolongé en bas par une racine pivotante et est surmonté en haut par une rosette de 7 à 10 feuilles parmi lesquelles on peut reconnaître les deux cotylédons (un peu en forme de cœur) de la germination. Cet organe n'est donc ni un tubercule racinaire, ni un tubercule caulinaire mais un tubercule mixte, la tubérisation étant due à l'hypertrophie du xylème secondaire et étant étroitement liée à la photopériode et plus particulièrement aux jours longs.
La tige dressée, cylindrique et creuse, peu ramifiée, glabre ou quelque peu hérissée à la base, est haute de 20 à 100 cm de hauteur. Elle porte une rosette de feuilles basales (4-8 cm de longueur), caractéristiques de certaines Brassicacées : elles sont dites lyrées ou lyriformes. Les feuilles supérieures sont plus petites, lancéolées-spatulées et moins profondément découpées. Les fleurs blanches ou rose violacé, veiné de violet foncé, sont groupées en corymbe terminal qui devient une grappe par l'allongement de l'axe primaire. Cette inflorescence comporte 10 à 50 fleurs odorantes et très mellifères sont munies de pédicelles de 5-15 mm de longueur au moment de l'anthèse, 10-30 mm au moment de la fructification. La structure de la fleur est type des Brassicacées avec quatre sépales dressés (6-11 mm), les deux extérieurs gibbeux à la base ; quatre pétales (15-20 mm de longueur, 3-8 mm de largeur) obovales-obcordés, obtus, entiers, longuement onguiculés et opposés en croix ; l'androcée composé de six étamines tétradynames (avec à la base des 4 étamines plus petites, quatre glandes vertes nectarifères) ; un ovaire libre, grêle, se terminant insensiblement en un style assez long terminé par un stigmate en tête et glanduleux. Le fruit est une silique lisse, étalée-dressée, oblongue-lancéolée, de 30-60 mm de longueur et 6-12 mm de largeur. Sa surface est traversée par 6 à 8 sillons longitudinaux. Ce fruit consiste en 2(-plusieurs) articles superposés, l'article inférieur très court et dépourvu de graines, le supérieur plus grand, cylindrique, spongieux et divisé en 2–12 compartiments contenant chacun une graine, indéhiscent, la partie supérieure insensiblement atténuée en bec (10-15 mm) dépourvu de graines. La partie renflée contient de 5 à 15 graines (3-4 mm) vertes qui deviennent brunes ou rougeâtres à maturité.
Les radis sont des plantes à cycle court : 25 à 35 jours en primeur, moins en saison (si bien que les cotylédons, croissant jusqu'au 15e jour, persistent jusqu'à la récolte), 35-70 jours en culture abritée hivernale.
Le radis est une espèce diploïde, à 18 chromosomes (2 n = 18) mais il existe aussi des variétés tétraploïdes.

### Quelques types variétaux

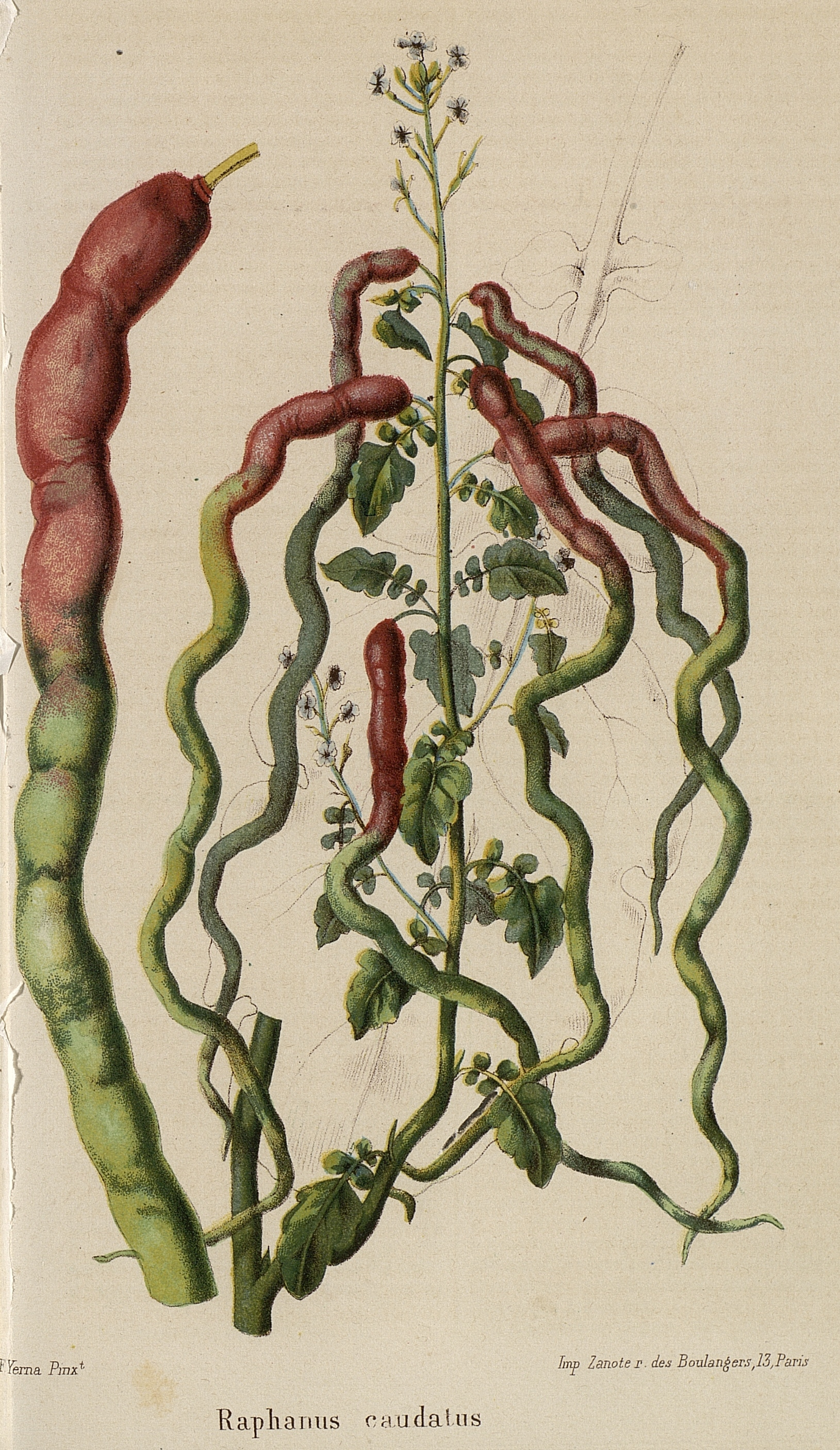
Raphanus caudatus ou radis serpent (Revue horticole 1866).

L'état actuel des classifications de Raphanus sativus n'est pas achevé et il existe de nombreux synonymes . D'après Michel Pitrat et Claude Foury (2003) l'espèce a été subdivisée en 6 variétés botaniques  : 
- Raphanus sativus var. gayanus (R. raphanistrum): Ravenelle
- Raphanus sativus var. sativus: radis commun, petit radis
- Raphanus sativus var. niger: radis noir
- Raphanus sativus var. acanthiformis ou var. longipinnatus : radis blanc
- Raphanus sativus var. caudatus: radis serpent - mougri
- Raphanus sativus var. oleiferus: radis cultivé pour l'huile de ses graines.

Près de 360 variétés sont inscrites au Catalogue européen des espèces et variétés et plus de 65 au Catalogue officiel français.

## Culture

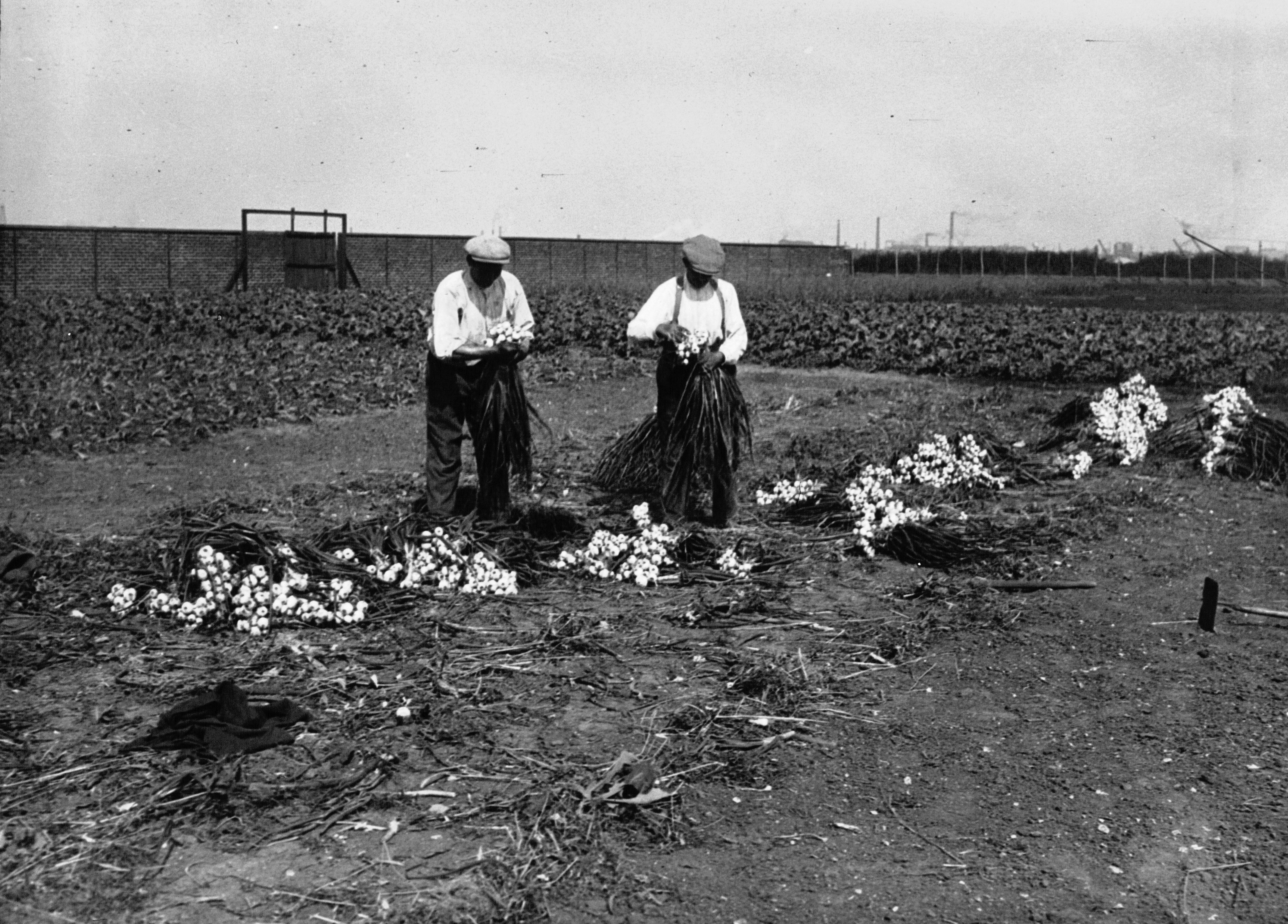
Culture des radis en France en 1934.

Les semences de radis germent rapidement, généralement en trois à sept jours. Ils arrivent à maturité en trois à quatre semaines.
Les radis poussent le mieux en plein soleil dans un loam sableux à pH neutre.
Comme pour les autres légumes-racines, le labour du sol, préalable au semis, contribue à une meilleure croissance de la racine. 
Pratiquement, après avoir fait un sillon, les graines de radis sont semées à faible écartement puis recouvertes d'un à deux cm de terre.
Les radis fourragers peuvent être pâturés ou sont utilisés comme plantes de couvertures du sol piège à nitrates.
Les radis d'été sont semés dans un loam ou un sol sableux, par semis direct, dès que le sol est travaillable et à toutes les deux semaines, tandis que les radis d'hiver sont semés en été pour une récolte d'automne.

### Cultivars

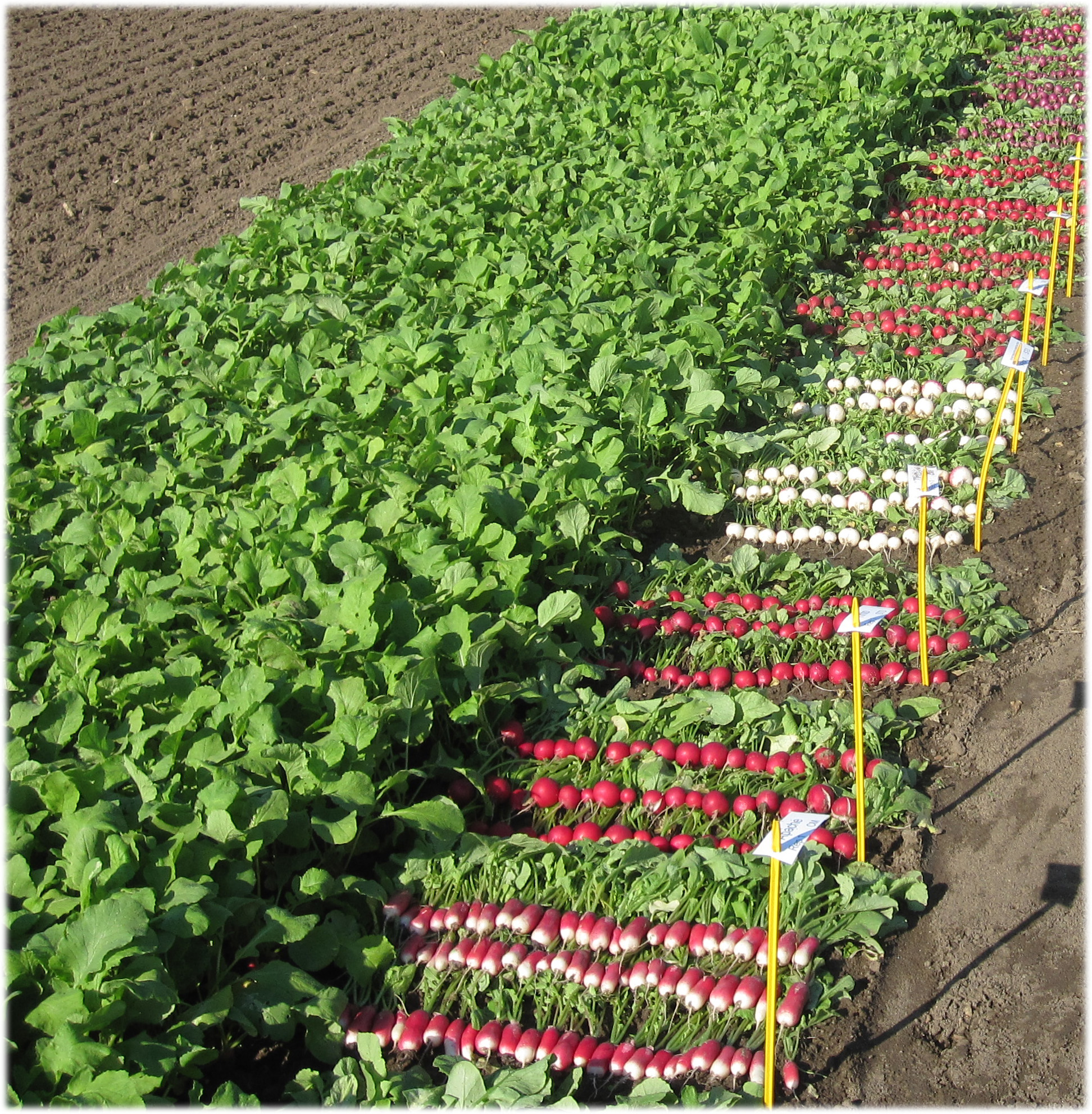
Diverses variétés de radis.

Les différentes variétés de radis cultivées en Europe peuvent être classées en deux grands types : 
- les radis de tous les mois qui se distinguent selon leurs formes (ronds ou 1/2 longs), leurs couleurs (unicolores, bicolores, rouges, violets, etc.) et selon leur type « hybride » ou « non hybride ».
- les radis raves qui sont de forme longue et se distinguent selon leurs couleurs (blancs, noirs, roses, violets, jaunes, etc.) et selon leur type « hybride » ou « non hybride ».

Parmi les nombreuses variétés on peut citer :
- de tous les mois non hybrides : A forcer rond écarlate, Cerise, De dix huit jours, Fakir, Flambo, Flamboyant, Gaudry 2, Lavergne, Mirabeau, Rond écarlate, Shahri, etc.
- de tous les mois hybrides : Apache, Artus, Bacchus, Clipo, Expo, Fluo, Kocto, Saveur, etc.
- rave non hybride : Noir gros long d'hiver de Paris, Noir gros rond d'hiver, Noir long maraicher, Blanche transparente, Rose d'hiver de Chine, Violet de Gournay, etc.
- rave hybride : Structurator.

De nouvelles variétés ont été améliorées pour des résistances aux maladies telles que Albugo, Fusarium, Peronospora.
Trois variétés sont inscrites sur la liste « sans valeur intrinsèque » :
- rave non hybride : Blauer Herbst und winter, Rave jaune d'or ovale, Serpent Rattail.

## Nutrition
Le radis est un légume-racine riche en minéraux et oligo-éléments. Il aide très efficacement à la reminéralisation de l'organisme.[réf. nécessaire] Il est également riche en soufre, qui lui donne sa saveur piquante, en vitamine C et en vitamine B9. Le tout avec un apport calorique des plus bas, seulement 15 kcal/100 g.

- 243 mg de potassium ;
- 23 mg de vitamine C, soit 30 % des apports journaliers recommandés, quand il est consommé cru. Son action est renforcée par la présence de pigments rouges, riches en proanthocyanidines, qui protègent les petits vaisseaux sanguins ;
- 20 mg de calcium ;
- 1,5 g de fibres. Sa richesse en cellulose le rend particulièrement efficace sur le fonctionnement du transit intestinal.

Ses fanes, dont on peut préparer un potage, sont une excellente source de provitamine A, antioxydante, ainsi que de vitamine C et de fer.
Comme d'autres végétaux de la famille des Brassicaceae (moutarde, choux, cresson...) le radis renferme des glucosinolates, composés soufrés donnant naissance à des isothiocyanates qui lui confèrent son goût âcre.
Le radis a des effets cholagogues, et est conseillé par la Commission E en cas de troubles biliaires ainsi que contre les inflammations de la gorge et des sinus paranasaux. Il ne doit toutefois pas être utilisé en cas de calculs biliaires installés.
Dans l'antiquité, en Égypte, les graines de radis étaient utilisées pour fabriquer de l'huile de radis. Cette huile était utilisée dans l'alimentation, particulièrement dans la région d'Alexandrie.
S'il a poussé sur des sols ou dans un air contaminé, il peut avoir concentré des métaux lourds toxiques (le cadmium peut provenir de certains engrais phosphatés qui en contiennent une quantité significative)

## Utilisations

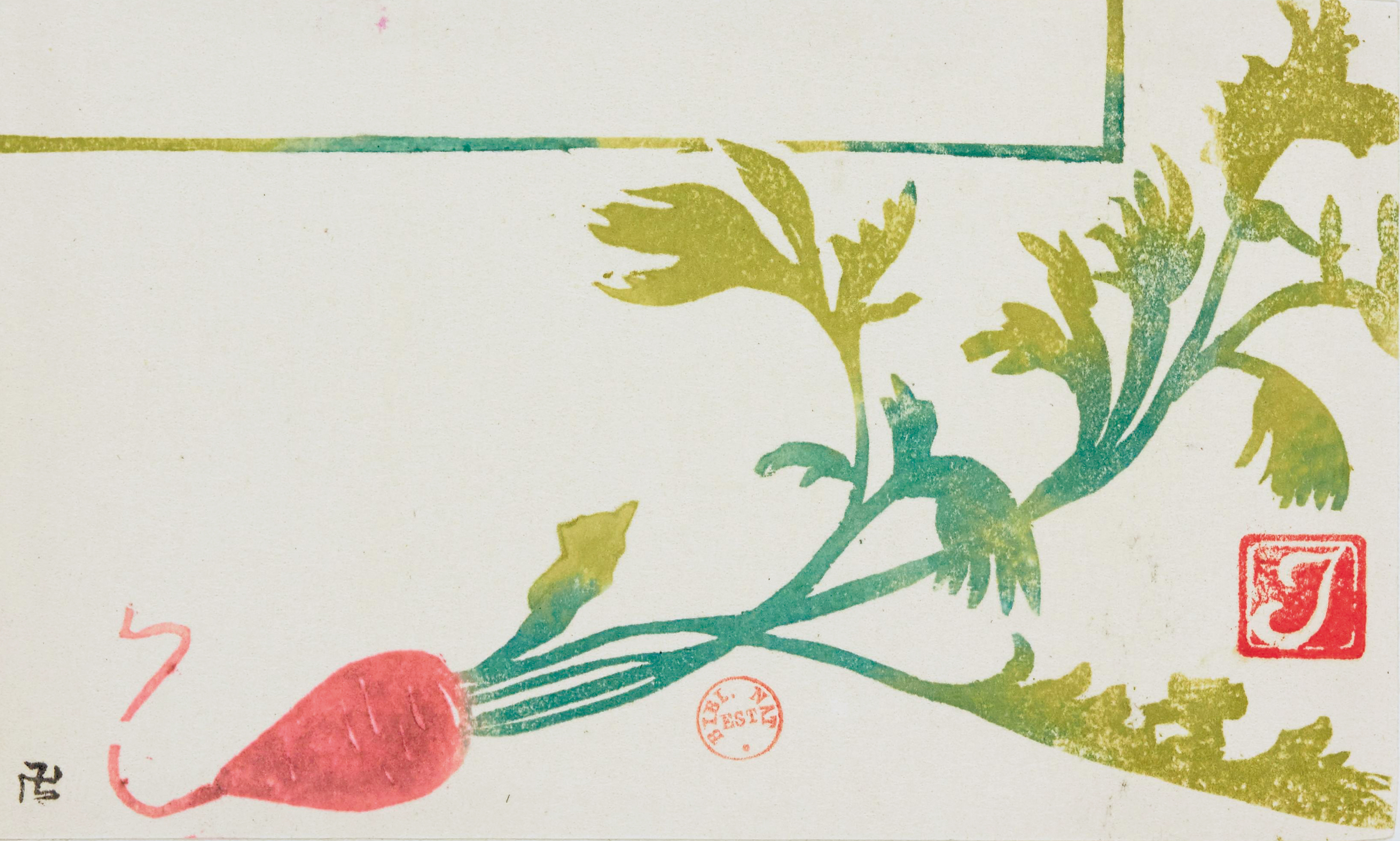
Bois gravé de Prosper-Alphonse Isaac.

### Cuisine
Toute la plante se consomme crue ou cuite : la micropousse, la racine, les fanes ou bredes, les fleurs les siliques et les semences (huile et germination) .

### Pigment rouge végétal
Le radis rouge fournit un colorant rouge naturel utilisé en cosmétique comme alternative aux pigments synthétiques .

### Expériences scientifiques
Mises à germer, les racines permettent de réaliser l'expérience de physiologie végétale de Sachs, qui permet de préciser à quel niveau de la racine se situe la croissance maximale, et une expérience de gravitropisme très démonstrative[évasif],.
Les radis fendus placés dans une eau fraîche s’ouvrent comme une corolle de fleur, en raison de la pression de turgescence des couches internes (l'osmorégulation, qui correspond à la régulation de la concentration en sucres dissous dans les cellules, est à l'origine de l'absorption d'eau et de la turgescence de ces cellules) et de la tension des couches externes.
En 1928, Karpechenko parvient à la création d'une progéniture fertile de radis et de choux, première instance d'une nouvelle espèce obtenue par spéciation polyploïde lors de croisements expérimentaux,,.

### Dans la culture populaire
En France, sous la IIIe République, la polémique politique utilisait l'origine commune du nom du radicalisme et du radis, pour dire « le radical est comme le radis, rouge dehors, blanc dedans ». La couleur rouge étant celle du drapeau du mouvement ouvrier, le blanc, celui des royalistes. La comparaison a été ensuite utilisée pour d'autres partis, notamment, après la première Guerre mondiale, par des communistes pour s'opposer aux socialistes.

## Calendrier
Au Mexique, à Oaxaca de Juárez, le 23 décembre est l'occasion de fêter le radis. C'est la Noche de Rábanos (Nuit des radis).
Le 8 avril, généralement le 19e jour du mois de germinal dans le calendrier républicain français, est officiellement dénommé jour du Radis.

## Arts
Les radis sont présents dans Le Roi Carotte - opéra-bouffe.

## Galerie

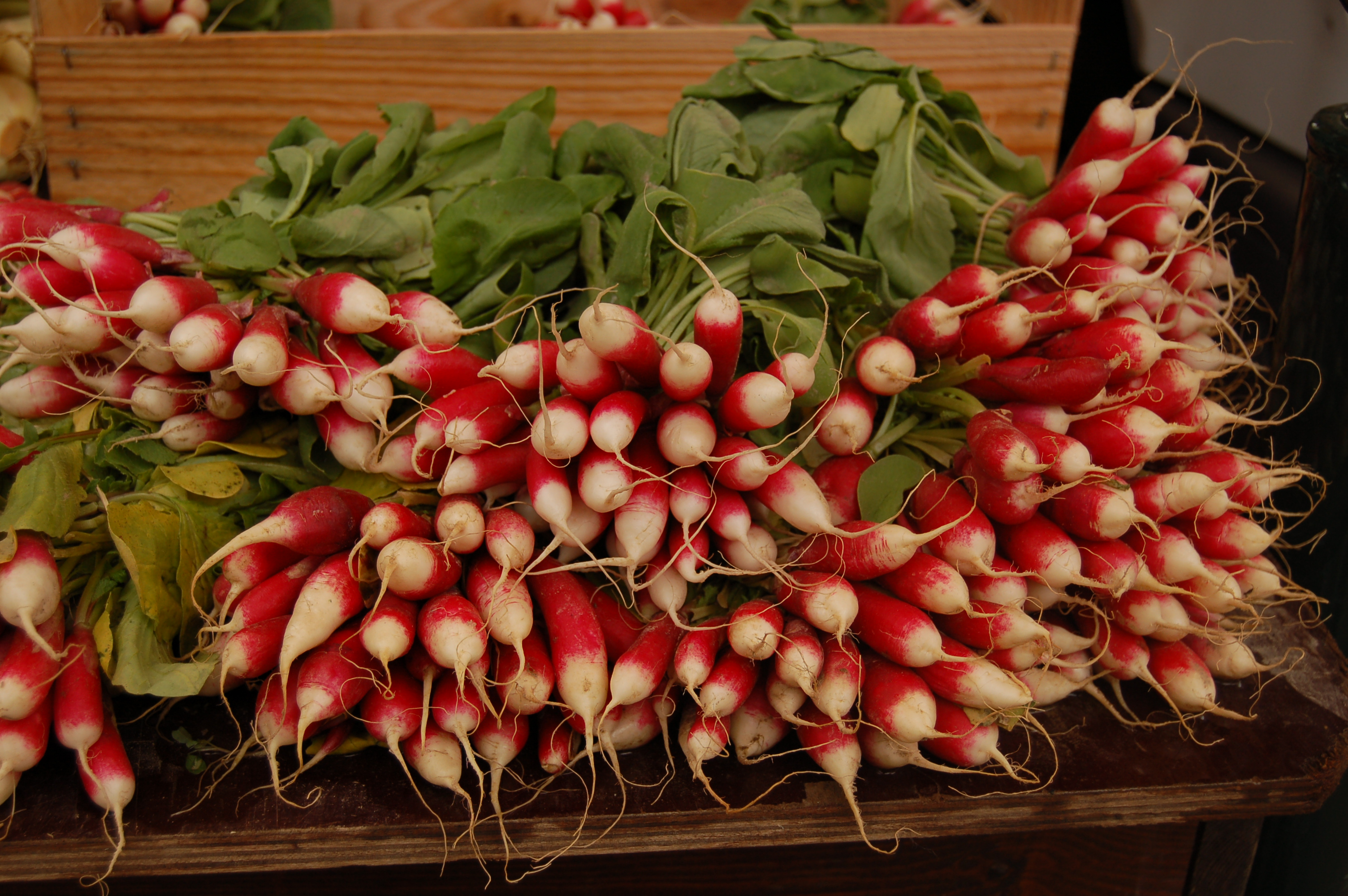
Bottes de radis
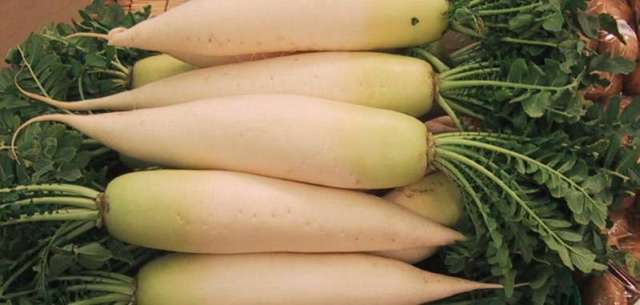
Le daïkon est le cousin asiatique du radis noir
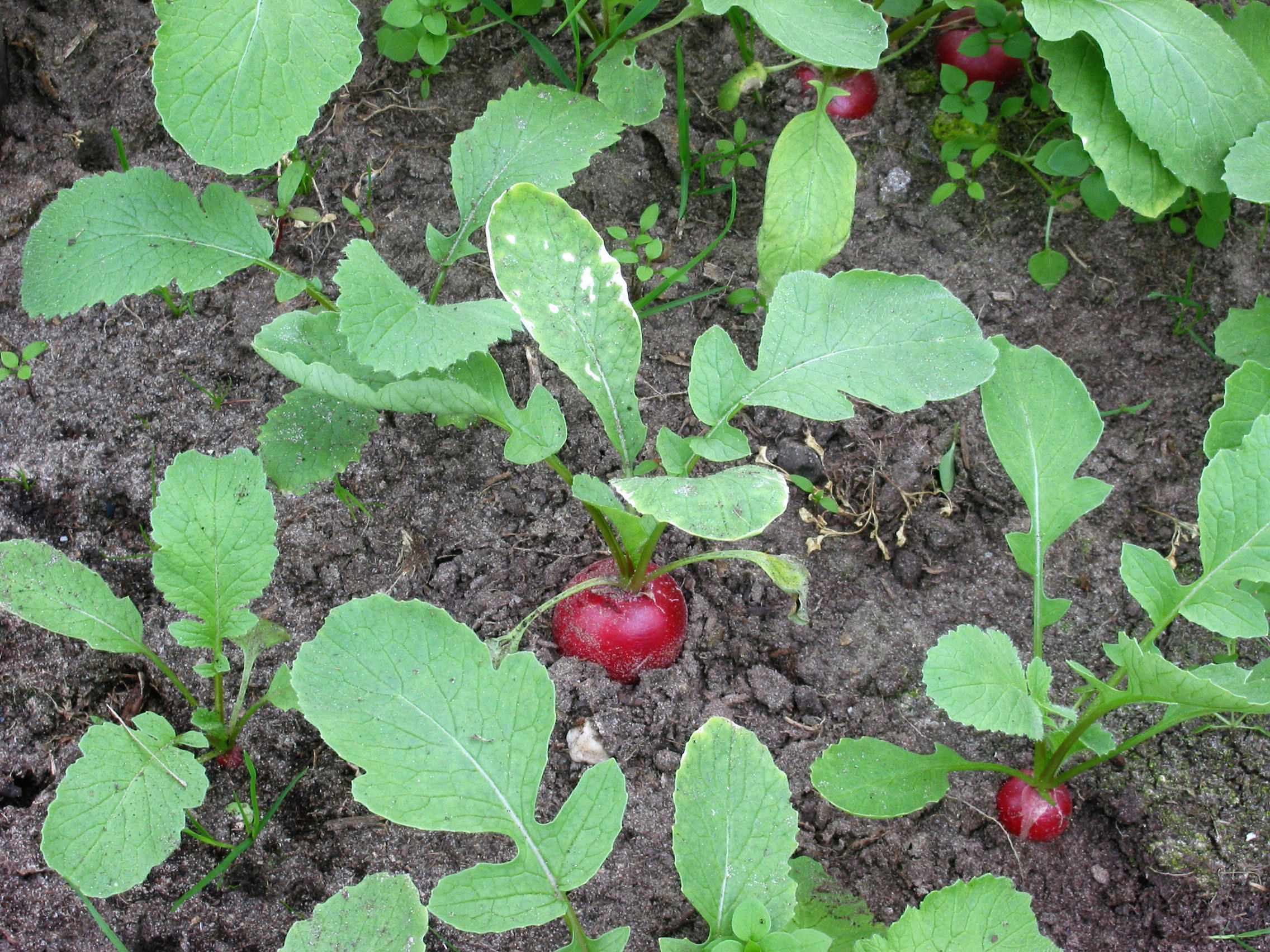
Plants de radis avec leurs fanes
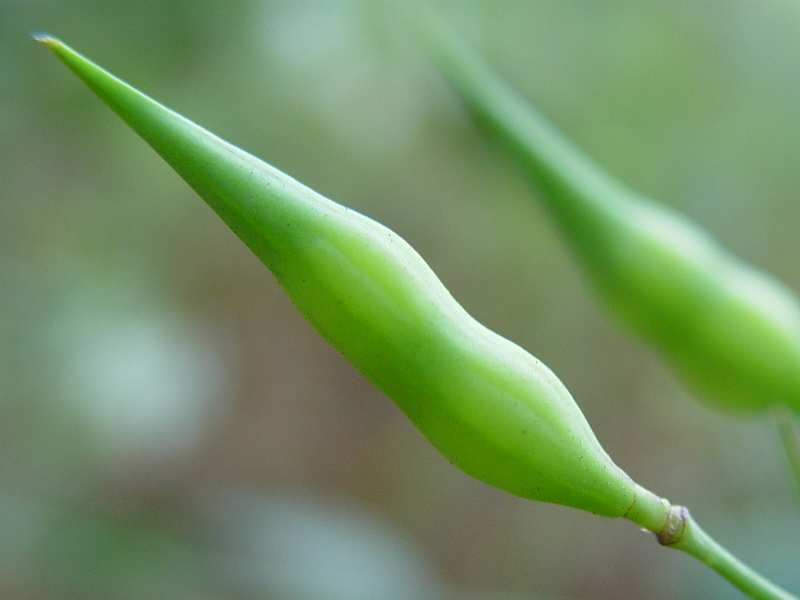
Silique de radis
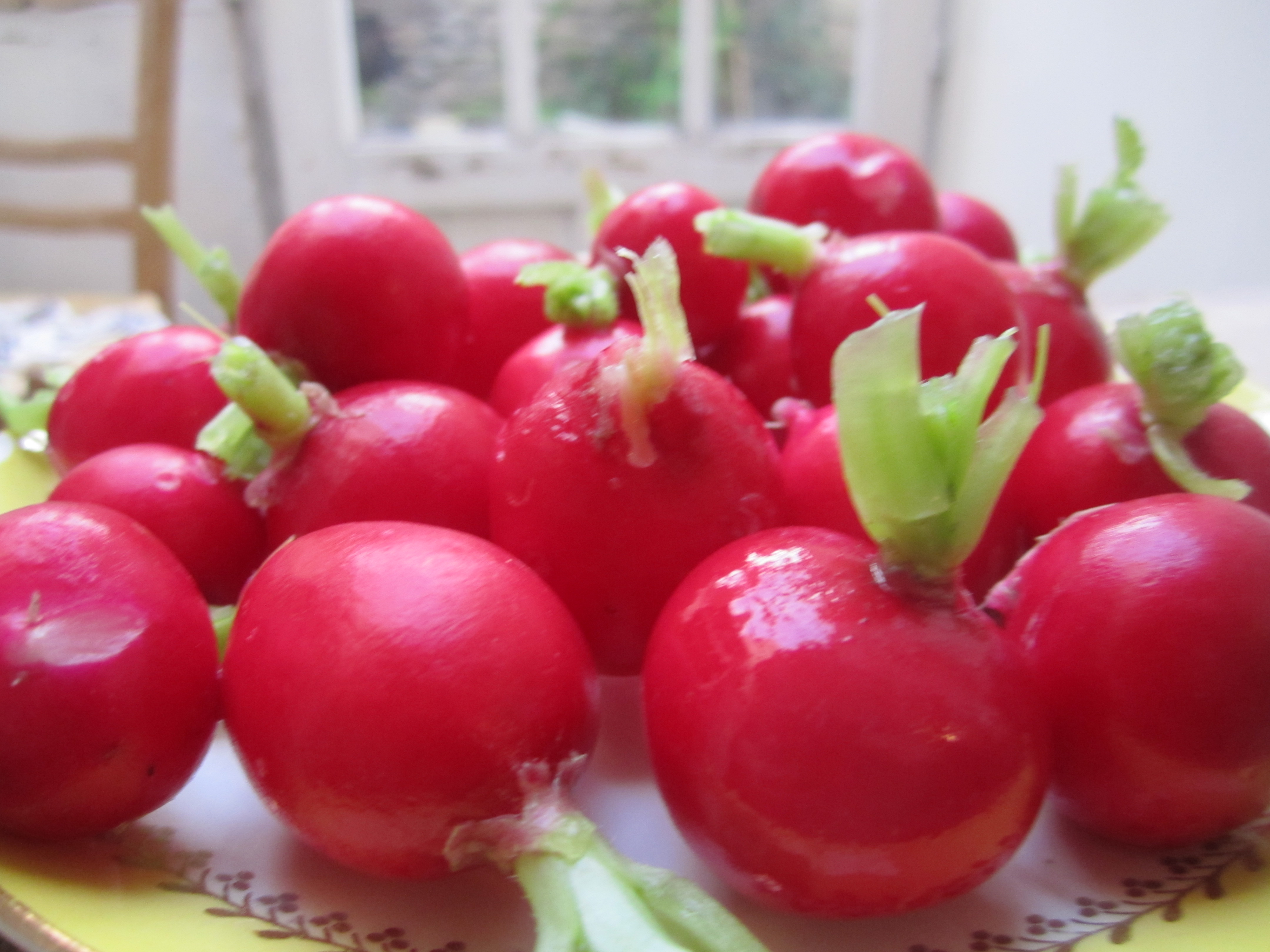
Radis rond lavé